# Hypechiniscus exarmatus
Hypechiniscus exarmatus är en djurart som tillhör fylumet trögkrypare, och som först beskrevs av Murray 1907.  Hypechiniscus exarmatus ingår i släktet Hypechiniscus och familjen Echiniscidae. Inga underarter finns listade i Catalogue of Life.